# SoftBank 941SH
AQUOSケータイ FULLTOUCH SoftBank 941SH（アクオスケータイ フルタッチ ソフトバンク きゅうよんいち エスエイチ）はシャープが開発し、ソフトバンクモバイルが販売するW-CDMA通信方式の携帯電話端末。

## 特徴
- ソフトバンクモバイル向けの11代目のAQUOSケータイ。また、2代目のAQUOSケータイ FULLTOUCHでもある。SoftBank 931SHの後継モデル。
- 931SHのメインディスプレイのサイズよりさらに大きいHXGAの4.0インチを搭載している。前作よりも画面が大きいことから、タッチパネルが利用しやすくなった。
- 940SH同様、ケータイWi-Fiに対応しており、また、シャープ独自機能の光タッチクルーザーに代わる機能として方向キーに「ベクターパッド」を採用している。

## 不具合
- 2009年12月1日 - 無線LAN機能において、接続と切断を繰り返すとリセットする不具合
- 2009年12月17日 - 電源ONの状態で電池パックを外した場合などに、携帯電話の設定変更が反映されない不具合と、発着信履歴やユーザー辞書などが保存されない不具合
- 2010年1月29日 - Wi-Fi機能の利用状況によってまれに電源が再起動する不具合
- 2010年3月19日 - 遠隔操作で端末のおサイフケータイ機能にロックをかけるリモートロックにおいて、「メールリモートロック」を利用する設定が、利用しない設定に変更されてしまう不具合
- 2010年3月31日 - ICカード設定のメールリモートロックをON設定にしても、OFF設定に変更される場合がある不具合